# Brian Blade
Brian Blade, född 25 juli 1970 i Shreveport, Louisiana, är en amerikansk jazztrummis och kompositör. 
Blade gjorde sina första framträdanden som sideman åt pianisten Brad Mehldau och Joshua Redman, och fortsatte att arbeta som sideman åt många andra musiker. I slutet av 1990-talet bildade han bandet Brian Blade Fellowship, i vilket även ingick Jon Cowherd (piano), Myron Walden och Melvin Butler (saxofon), Dave Easley (pedal steel guitar) och Chris Thomas (bas). Deras självbetitlade debutalbum gavs ut 1998. Till uppföljaren Perceptual (2000) utökades bandet med gitarristen Kurt Rosenwinkel.
Under tiden han arbetade med Fellowship var han medlem i Wayne Shorter' Quartet och även Joshua Redmans Elastic Band. Han deltog i bandet Directions in Music, en musikgrupp tillägnat musiken av Miles Davis och John Coltrane, där Michael Brecker, Herbie Hancock, John Patitucci och Roy Hargrove också medverkade. Blade har även spelat in och framträtt med bland annat Joni Mitchell, Bill Frisell, Norah Jones, Emmylou Harris, Daniel Lanois och Bob Dylan.
Han är bror till trummisen och producenten Brady Blade Jr.

## Diskografi
- 1998 – Brian Blade Fellowship
- 2000 – Perceptual
- 2007 – Friendly Travelers (med Wolfgang Muthspiel)
- 2008 – Season of Changes
- 2009 – Mama Rosa